# Wahlleiter
Der Begriff Wahlleiter bezeichnet die Person oder Institution, die politische Wahlen organisiert und überwacht. Aufgaben des Wahlleiters sind neben der Organisation die Leitung des Wahlausschusses, die Prüfung der Wahlvorschläge sowie das in manchen Ländern mögliche Losverfahren bei Stimmengleichheit. In manchen Ländern führt der Wahlleiter bzw. die entsprechende Behörde auch das Wählerverzeichnis.

## Organisation der Wahlbehörden in verschiedenen Staaten

### Deutschland
Wahlen auf Bundesebene werden in Deutschland vom Bundeswahlleiter organisiert, der vom Bundesinnenminister ernannt wird. Die Bundesländer haben für landesweite Wahlen entsprechend Landeswahlleiter. Traditionell wird das Amt vom Präsidenten des Statistischen Bundesamts bzw. von den Präsidenten der jeweiligen Statistischen Landesämter übernommen. Der Leiter eines Wahllokals wird nicht als Wahlleiter, sondern als Wahlvorsteher bezeichnet.

### Österreich
In Österreich werden Wahlen von Wahlbehörden organisiert, die für jede Wahl jeweils neu gebildet werden. Auf Bundesebene ist dies die Bundeswahlbehörde, den Vorsitz hat der Innenminister.
Auf unterster Ebene entspricht der österreichische Wahlleiter dem deutschen Wahlvorsteher.

### Schweiz
In der Schweiz sind ähnlich wie in Deutschland die Leiter der Statistischen Ämter Wahlleiter auf kantonaler und Bundesebene.

### Australien
In Australien werden Wahlen von der Australian Electoral Commission (AEC) organisiert, entsprechende Behörden gibt es auch für die Bundesstaaten. Die AEC verwaltet auch das Wählerverzeichnis (commonwealth electoral roll). Geleitet wird die AEC von einem der Richter oder ehemaliger Richter des Bundesgerichts (Federal Court of Australia) als Vorsitzendem, dem Electoral Commissioner sowie einem Nichtjuristen, normalerweise dem Leiter des Statistischen Bundesamtes.

### Irland
In Irland wird der Returning officer (deutsch: Wahlleiter) für jeden der Wahlkreise vom Minister für Umweltschutz und Kommunale Verwaltung (Minister for the Environment, Heritage and Local Government) ernannt, wobei es sich um einen City oder County Sheriff bzw. County Registrar handeln muss.

### Kanada
In Kanada werden die Wahlen vom Chief Electoral Officer (in Québec auch Directeur général des élections) organisiert, der vom Parlament bestimmt wird. Normalerweise bleibt er bis zum Erreichen des 65. Lebensjahres im Amt, er kann nur nach einer Anklage und einer Mehrheit jeweils im Unterhaus und im Senat aus dem Amt entfernt werden.

### Vereinigtes Königreich
In Großbritannien gibt es seit 2001 eine unabhängige Electoral Commission (dt.: Wahlkommission), die Wahlen überwacht und dem Parlament berichtet. Die Wahlleiter für die Wahlkreise sind in England, Wales und Schottland der jeweilige High Sheriff oder vergleichbare Beamte. In Nordirland gibt es einen Chief Electoral Officer, der die lokalen Wahlleiter ernennt.
In Schottland wurde angeregt, einen eigenen Chief Returning Officer für Schottland zu bestimmen, um die zurzeit geteilte Zuständigkeit für die Wählerregistrierung und die Durchführung der Wahlen zu bündeln.